# 正木一博
正木 一博（まさき かずひろ、1967年8月27日 - ）は、日本銀行理事 兼 大阪支店長（第65代）。理事就任以前、高松支店長、金融機構局長、企画局長を歴任した。

## 来歴
1967年（昭和42年）8月27日生、大阪府出身。東大寺学園高等学校を経て、1991年（平成3年）3月、東京大学法学部卒業。同年4月、日本銀行に入行。2011年（平成23年）7月に金融市場局市場調節課長、2013年（平成25年）6月に企画局政策企画課長を経て、2017年（平成29年）6月に高松支店長に就任。2019年（令和元年）8月に国際局審議役。2021年（令和3年）3月に金融機構局長、2023年（令和5年）7月に企画局長。2025年（令和7年）3月3日より日本銀行理事・大阪支店長嘱託。
2025年3月6日の日銀大阪支店長就任記者会見において、生まれてから高校卒業まで大阪で過ごし、「大阪での思い出を話し始めると1時間では終わらない」。（今春の）万博開幕を大阪支店長として迎えることについては「この時期に地元に帰ってくることができたのは光栄でうれしい」と笑顔を見せた。